# Matutinus pomona
Matutinus pomona är en insektsart som först beskrevs av Ronald Gordon Fennah 1958.  Matutinus pomona ingår i släktet Matutinus och familjen sporrstritar. Inga underarter finns listade i Catalogue of Life.